# Mittermeier-Mausmaki
Der Mittermeier-Mausmaki (Microcebus mittermeieri) ist eine auf Madagaskar lebende Primatenart aus der  Gattung der Mausmakis innerhalb der Gruppe der Lemuren. Die Art wurde 2006 erstbeschrieben; der Name ehrt den Zoologen Russell Mittermeier.
Mittermeier-Mausmakis zählen mit einer Kopfrumpflänge von rund 9 Zentimetern, einer Schwanzlänge von rund 11 Zentimetern und einem Gewicht von 34 bis 51 (durchschnittlich 44) Gramm zu den kleinsten Vertretern ihrer Gattung und den kleinsten Primaten überhaupt. Ihr Kopf ist rundlich, die Schnauze kurz, die Ohren ragen aus dem Fell und die Augen sind vergrößert. Ihr Fell ist am Rücken rötlichbraun gefärbt, der Bauch ist hellbraun oder weißlich. Entlang des Rückens verläuft ein dunkelbraune Aalstrich. Die Kehle und der Nacken weisen einige gelbliche Flecken auf.
Mittermeier-Mausmakis sind bislang nur aus dem Anjanaharibe-Sud-Reservat bekannt, das im nordöstlichen Madagaskar nahe der Masoala-Halbinsel liegt. Es ist denkbar, dass ihr Verbreitungsgebiet auch auf benachbarte Regionen übergreift, Genaueres ist noch nicht bekannt. Ihr Lebensraum sind tropische Regenwälder.
Auch über die Lebensweise dieser neu entdeckten Art weiß man kaum etwas. Sie sind nachtaktiv und halten sich zumeist auf den Bäumen auf. Wie alle Mausmakis dürften sie tagsüber in Baumhöhlen oder Blätternestern schlafen und sich allesfresserisch – vorwiegend von Früchten und Insekten – ernähren.
Ihr Verbreitungsgebiet ist geschützt, auch aufgrund der Unsicherheiten über das genaue Verbreitungsgebiet lassen sich keine Angaben über den Gefährdungsgrad machen. Die IUCN listet die Art unter „zu wenig Daten vorhanden“ (data deficient).